# علي بن سليمان الهاشمي
علي بن سليمان الهاشمي (ازدهر 890 م) المعروف باسم الهاشمي، كان عالم فلك ورياضيات إسلامي، ازدهر في أواخر القرن التاسع.

## السيرة
لم يُسجل أي تفاصيل عن حياة عالم الفلك الإسلامي علي بن سليمان الهاشمي في القرن التاسع، إلا أن شهرته ازدهرت في عام 890. بالإضافة إلى عمله كعالم فلك، ساهم في تطوير الأعداد غير النسبية.

## كتاب في علل الزيجات
العمل الرئيس الوحيد المعروف للهاشمي هو كتاب في علل الزيجات (الجداول الفلكية) والذي ربما يعود تاريخه إلى أواخر القرن التاسع. إنه مناقشة للأفكار الفلكية لليونانيين والهنود والفرس [الإنجليزية]، والتي ميزت علم الفلك الإسلامي قبل وصول التقاليد البطلمية، وتتضمن النظريات الأساسية التي تقوم عليها الزيجات، والتسلسل الزمني، والدورة الكوكبية والمعادلات، والكسوف، وضبط الوقت، وعلم الفلك عمومًا.
يفتقر العمل إلى هيكل منظم أو أية تعليقات نقدية حول علماء الفلك الآخرين، وهو عرضة للأخطاء الفنية التي ارتكبها الهاشمي، فضلاً عن أخطاء النسّاخ [الإنجليزية] اللاحقين. ربما نسخها الكتبة في دمشق في عام 1288.
كتاب في علل الزيجات موجود في مخطوطة فريدة من نوعها وهي محفوظة عليها الآن في مكتبة بودليان في جامعة أكسفورد (عنوانها: MS. Arch. Selden. A.11). لا توجد أبحاث في العمل وهي منسيّة، ولكنها مهمّة تاريخيًّا، حيث يذكر 14 عملًا من أعمال علماء الفلك الآخرين، معظمهم قد فقد، وبالتالي يوفر معلومات عن تاريخ العلم. وقد ترجمها فواد الحداد وإدوارد ستيوارت كينيدي.